# SS United States
SS United States je upokojena ameriška potniška prekooceanska ladja, zgrajena med leti 1950-51 za ameriško pomorsko družbo po ceni $79.4 milijonov eur. Ladja je največja oceanska linijska ladja zgrajena v Združenih državah amerike in najhitrejša oceanska linijska ladja, ki je prečkala Atlantik v obe smeri in ohranila modri trak za najvišjo povprečno hitrost, na njeni prvi plovbi leta 1952. Ladjo je načrtoval pomorski arhitekt  William Francis Gibbs in se je lahko preuredila tudi v vojaško ladjo, če to zahtevala Mornarica v času vojne. V ZDA je ohranila neprekinjen urnik čezatlantskih potniških storitev do leta 1969 in ni nikoli služila za vojaško ladjo.
Ladja je bila prodana večkrat od leta 1970, z vsakim novim lastnikom pa so bili njihovi načrti za ladjo neuspešni. Sčasoma so ladjo prodali na dražbi, kjer so ladijske plošče odstranili do leta 1994. Dve leti pozneje, je bila ladja odvlečena na pomol 82 na Reki Delaware, v Filadelfiji, kjer je še danes privezana.
Od leta 2009 skupina za varstvo, imenovana SS United Conservancy, zbira sredstva za reševanje ladje. Skupina jo je kupila leta 2011 in pripravila več neuresničenih načrtov za obnovo ladje, od katerih je eden vključeval preoblikovanje ladje v večnamenski kompleks ob obali. Leta 2015 je skupina, ko so se njena sredstva zmanjšala, začela sprejemati ponudbe za razrez ladje; vendar so bile z večjimi zbranimi sredstvi prispevane dovolj donacij. Z velikimi donacijami je ladja privezana v pristanišču v Filadelfiji, skupina pa še naprej preučuje načrte za obnovo ladje. 

## Galerija
- SS United States na morju med leti 1952 in 1959.
- Sončna paluba na ladji United States, 1964.
- SS United States v pristanišču Le Havre,  leta 1964.
- SS United States na newyorškem pomolu 86, 31. julija 1964 zjutraj pred odhodom iz Le Havre v Southampton.
- SS United States privezan v Hampton Roads, leta 1989
- SS United States privezan ob izlivu reke Delaware, v Filadelfiji, 2006
- SS United States privezan na pomolu 82, Fililadelfia, leta 2017